# Aguié (Departement)
Aguié ist ein Departement in der Region Maradi in Niger.

## Geographie

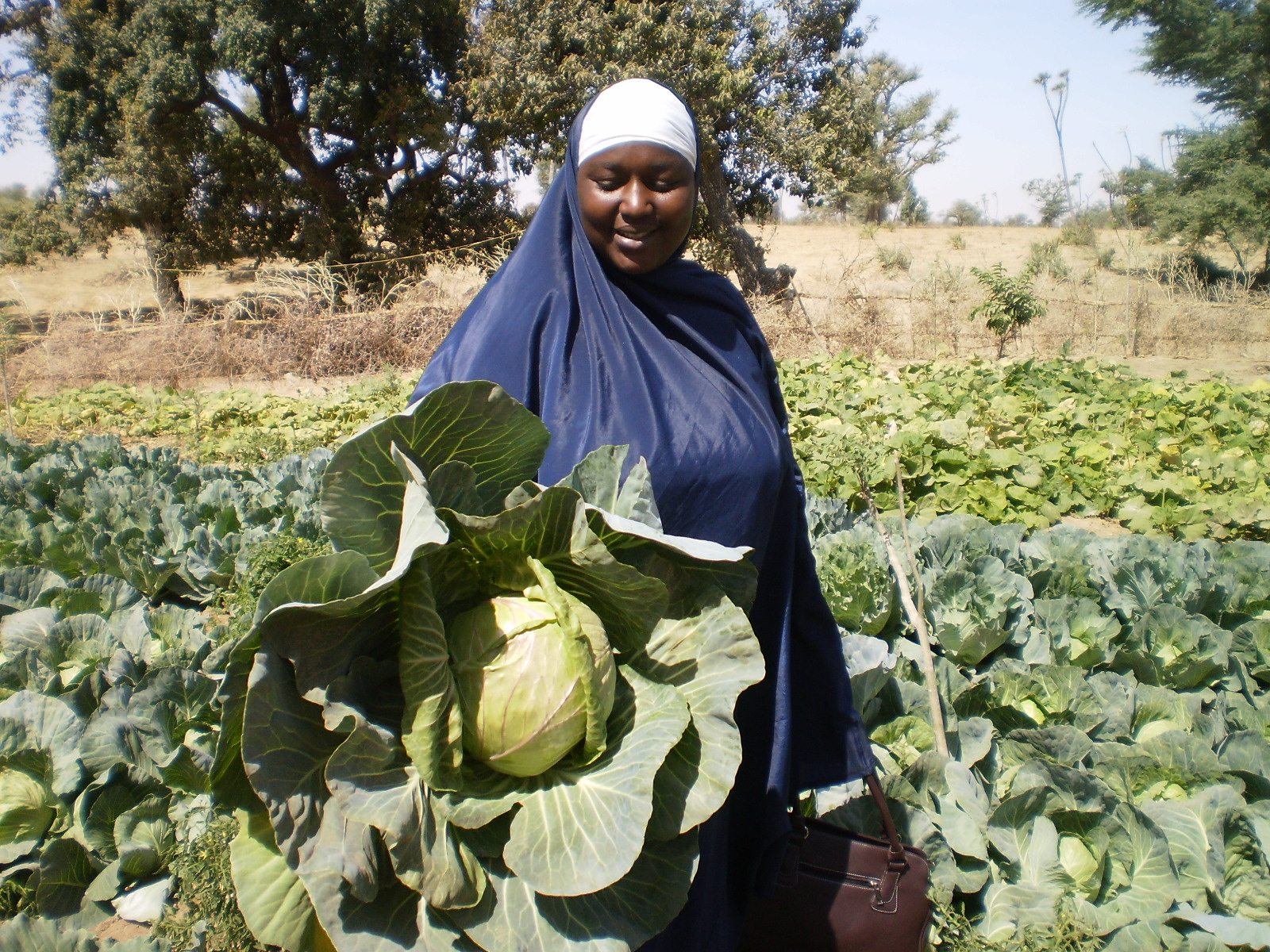
Eine Frau auf einem Gemüseacker in Aguié

Das Departement liegt im Süden des Landes und grenzt an Nigeria. Es besteht aus der Stadtgemeinde Aguié und der Landgemeinde Tchadoua. Der namensgebende Hauptort ist Aguié.

## Geschichte
Das Gebiet von Aguié gehörte ursprünglich zum Arrondissement Tessaoua. Am 17. Februar 1972 wurde Aguié als eigenes Arrondissement aus Tessaoua herausgelöst. Im Jahr 1998 wurden die bisherigen Arrondissements Nigers in Departements umgewandelt, an deren Spitze jeweils ein vom Ministerrat ernannter Präfekt steht. Die Gliederung des Departements in Gemeinden besteht seit dem Jahr 2002. Zuvor bestand es aus dem städtischen Zentrum Aguié und den Kantonen Aguié und Gangara. 2011 wurde Gazaoua als eigenes Departement aus dem Departement Aguié herausgelöst.

## Bevölkerung
Das Departement Aguié hat gemäß der Volkszählung 2012 245.996 Einwohner. Bei der Volkszählung 2001, vor der Herauslösung von Gazaoua, waren es 276.938 Einwohner, bei der Volkszählung 1988 172.922 Einwohner und bei der Volkszählung 1977 126.332 Einwohner.

## Verwaltung
An der Spitze des Departements steht ein Präfekt (französisch: préfet), der vom Ministerrat auf Vorschlag des Innenministers ernannt wird.
| Amtszeit                     | Name                                          |
| ---------------------------- | --------------------------------------------- |
| …                            |                                               |
| bis 15. Apr. 2010            | Roufaï Mahamadou Altiné                       |
| 15. Apr. 2010 – 3. Jun. 2011 | Ayouba Abdourahamane                          |
| 3. Jun. 2011 – 29. Jul. 2016 | Inoussa Oumarou                               |
| 29. Jul. 2016 – 25. Mai 2018 | Assoumane Seydou Gabdakoye                    |
| 25. Mai 2018 – 9. Okt. 2018  | Ahmed Amessalamine (alias Ameslamine Khamiss) |
| 9. Okt. 2018 – 26. Jul. 2019 | Harou Issoufou Chaïbou                        |
| 26. Jul. 2019 – 4. Dez. 2020 | Aboubacar Albachir                            |
| 4. Dez. 2020 – 8. Nov. 2021  | Aghali Hamis Moustapha                        |
| 8. Nov. 2021 – 21. Sep. 2023 | Mahamadou Roufaï                              |
| seit 21. Sep. 2023           | Haoua Sani Amadou                             |